# El mundo del flamenco
El mundo del flamenco (Świat flamenco) – album studyjny autorstwa Paco de Lucii. Muzyk nagrał płytę z dwoma braćmi, Pepe de Lucíą (śpiew) i Ramónem de Algeciras (gitara flamenco). W projekcie udział wziął także tancerz "zapateado" Raul.

## Lista utworów
Wszystkie utwory skomponowane przez E. De Soto i Francisco Sánchez Gómez (Paco de Lucía), poza zaznaczonymi
| 1.  | "Guajiras de Lucía" (de Lucía) | 3:13  |
|     |                                |       |
| 2.  | "Con el pensamiento"           | 4:39  |
|     |                                |       |
| 3.  | "Al Tempul"                    | 3:38  |
|     |                                |       |
| 4.  | "Al Puerto"                    | 4:48  |
|     |                                |       |
| 5.  | "María de los Dolores"         | 3:25  |
|     |                                |       |
| 6.  | "Taconeo gitano" (de Lucía)    | 3:00  |
|     |                                |       |
| 7.  | "Callecita que subes"          | 4:56  |
|     |                                |       |
| 8.  | "Recuerdos" (de Lucía)         | 3:06  |
|     |                                |       |
| 9.  | "El Impetu" (de Lucía)         | 2:59  |
|     |                                |       |
| 10. | "El Rinconcillo"               | 2:51  |
|     |                                |       |
|     |                                | 36:35 |
|     |                                |       |

## Personel
Paco de Lucía – gitara flamenco

Ramón de Algeciras – gitara flamenco

Pepe de Lucía – śpiew

Raúl – taniec zapateado

Faustino Núñez – wkładka muzyczna